# 海峡两岸避免双重课税及加强税务合作协议
海峡两岸避免双重课税及加强税务合作协议，因台商企業、台籍員工及旅居大陸人民面臨兩岸間重複課稅及稅務爭議等問題日趨嚴重，參考國際間作法，以洽簽租稅協議方式協助解決。